# Billet de 500 francs Pierre et Marie Curie
Pour les articles homonymes, voir 500 francs et Pierre et Marie Curie.
Recto
Verso
Chronologie
500 francs Pascal Passage à l'euro
Le 500 francs Pierre et Marie Curie est un billet de banque français créé le 1er juin 1994 par la Banque de France et émis le 22 mars 1995. Il succède au 500 francs Pascal. Il est le dernier billet de cinq cents francs français.

## Historique
Ce billet polychrome imprimé en taille douce appartient à la troisième série des « créateurs et scientifiques célèbres du XXe siècle » voulue par la Banque et dans laquelle l'on compte Antoine de Saint-Exupéry, Paul Cézanne et Gustave Eiffel. Pour cette série, c'est la proposition du graphiste franco-suisse Roger Pfund qui remporte le concours pour l'ensemble de la gamme.
Il s'inscrit dans la tradition des billets « commémorant les personnages illustres qui ont contribué à la constitution du patrimoine historique de la France ».
Premier de la série, il fut imprimé de 1994 à 2000.
Il est retiré de la circulation le 18 février 2002 et suspendu de cours légal le 17 février 2012, date après laquelle il ne peut plus être échangé contre des euros.

## Description
La vignette est l’œuvre du graphiste Roger Pfund.
Les couleurs dominantes sont le vert et le jaune canari.
Au recto : à droite, le motif central est le portrait de Marie Curie devant celui de Pierre Curie, inspirés de photographies d'époque. Sous l'espace réservé au filigrane, la silhouette fluorescente en surbrillance est le symbole chimique du radium. Dans le prolongement de la branche gauche du gamma, sur le bord du billet, est représenté un atome d'hélium, l'un des produits d'une désintégration alpha. En haut du billet, la camionnette est une « petite curie ».
Au verso : en partant de la gauche, le motif central est une vue de la paillasse d'un laboratoire avec ses ustensiles et au fond, les montants d'une fenêtre puis des arbres évoquant les locaux de École supérieure de physique et de chimie industrielles de la ville de Paris dans lesquels le couple travailla à ses découvertes.
Sur le côté du billet est écrit en tout petit un extrait du discours prononcé par Pierre Curie lors de la cérémonie de remise de pris Nobel. Ce texte est lisible à la machine uniquement, ce qui rend difficile toute entreprise de contrefaçon du billet 
Le filigrane représente un portrait de Marie Curie de face, également issu d'une photographie d'époque.
Les autres signes de sécurité sont les suivants : le fil intégré dans l’épaisseur du papier ; la bande métallisée discontinue (« Strap ») résistante à la photocopie, les microlettres et les minilettres, le motif en encre incolore ; le motif à couleur changeante ; la transvision.
Les dimensions sont de 153 × 80 mm.

## Remarques
- C'est la première fois qu'une femme célèbre apparaît frontalement sur un billet de banque français[2]. En 1980, un projet de billet de 500 francs figurant la reine Clothilde, dessiné par Pierrette Lambert, n'avait pas été approuvé, puis en 1987, un projet pour un même montant figurant Anne de Bretagne, fut également annulé[3].
- C'est le seul billet de la Banque de France qui peut être daté 2000.